# Bistum Frederico Westphalen
Das Bistum Frederico Westphalen (lateinisch Dioecesis Vestphaleniana, portugiesisch Diocese de Frederico Westphalen) ist eine römisch-katholische Diözese mit Sitz im brasilianischen Frederico Westphalen im Bundesstaat Rio Grande do Sul. 
Das Bistum wurde am 22. Mai 1961 durch Papst Johannes XXIII. aus dem Bistum Passo Fundo und dem Bistum Santa Maria heraus gegründet. Es ist ein Suffragan des Erzbistums Porto Alegre.

## Bischöfe
- João Aloysio Hoffmann (1962–1971), später Bischof von Erexim
- Bruno Maldaner (1971–2001)
- Zeno Hastenteufel (2001–2007), später Bischof von Novo Hamburgo
- Antônio Carlos Rossi Keller, seit 2008